# タイムズ・オブ・マルタ
『タイムズ・オブ・マルタ』（Times of Malta）はマルタで発行される英語の日刊新聞である。1935年、ジェラルド・ストリックランド卿とその娘メイベル・ストリックランドによって創設された。マルタで流通している最古の日刊新聞である。